# 300-km-Rennen auf dem Nürburgring 1976

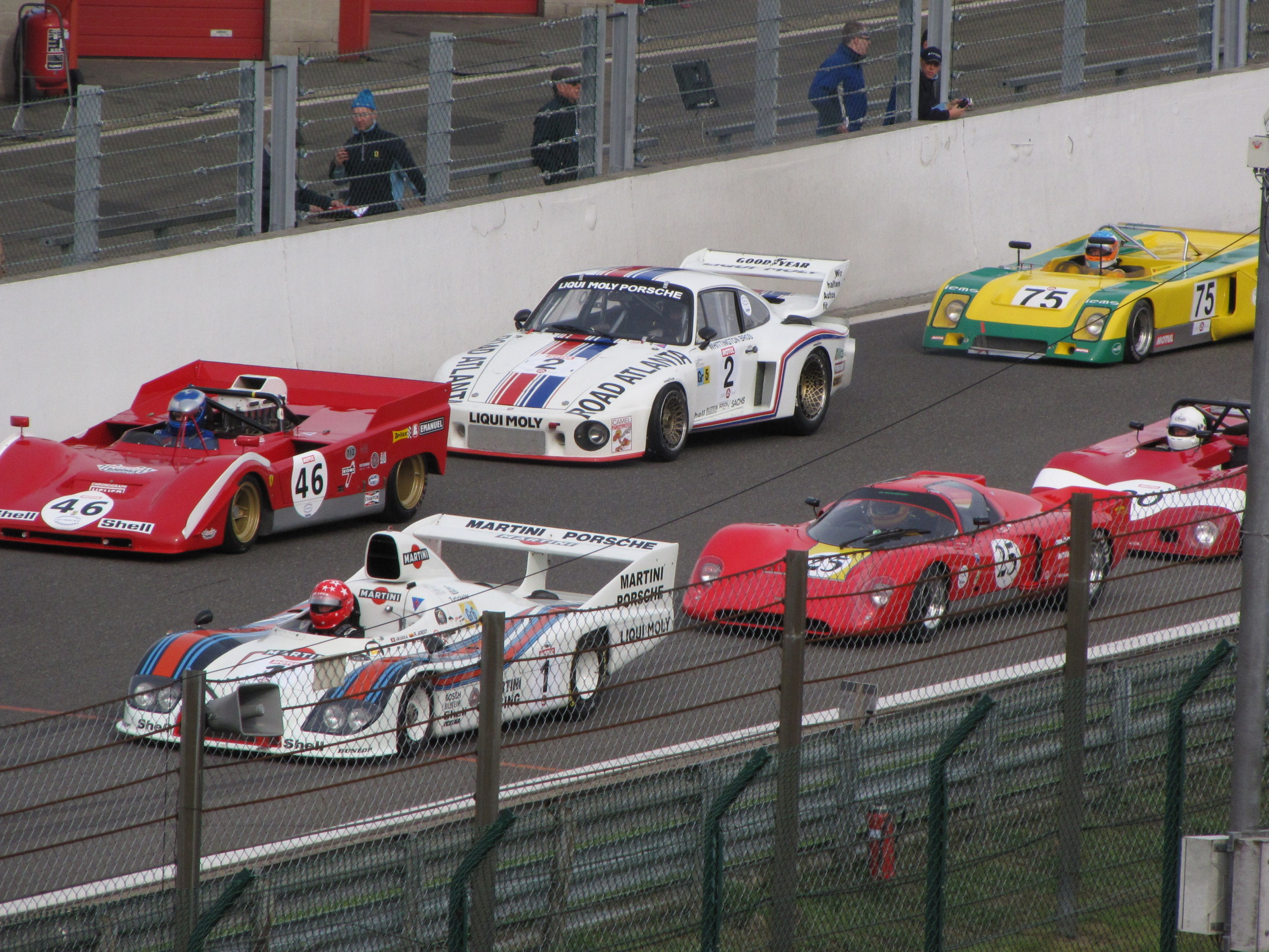
Der Porsche 936 (linke Reihe vorne in Fahrtrichtung) gab sein Renndebüt

Das 300-km-Rennen auf dem Nürburgring 1976, auch XI. ADAC Goodyear 300, Weltmeisterschaft Sportwagen, Nürburgring Nordschleife, fand am 4. April auf der Nordschleife der Nürburgrings statt und war der dritte Wertungslauf der Sportwagen-Weltmeisterschaft dieses Jahres.

## Das Rennen
Für 1976 schrieb die FIA neben der bestehenden Markenweltmeisterschaft, in der Gruppe-5-Wagen starteten, zusätzlich eine Sportwagen-Weltmeisterschaft für Gruppe-6-Sportwagen aus. Porsche plante ursprünglich, nur mit dem Porsche 935 in der Markenweltmeisterschaft anzutreten. Doch die Unsicherheit über ein zukünftiges Zusammenlegen der beiden Rennserien und auch das Prestige der vermeintlich schwereren Sportwagenweltmeisterschaft veranlassten Porsche, einen Gruppe-6-Wagen zu entwickeln. Da diese Entscheidung 1975 sehr spät fiel, blieb für die Entwicklung des Porsche 936 nur wenig Zeit.
Durch das neue Reglement fand am selben Tag das 6-Stunden-Rennen von Vallelunga statt, bei dem die beiden Porsche-Werksfahrer Jacky Ickx und Jochen Mass den Porsche 935 fuhren. Deshalb kehrte der ehemalige Werkspilot Rolf Stommelen für dieses Rennen zu Porsche zurück. Er steuerte den 936 bei dessen erstem Renneinsatz mit einem Rückstand von vier Minuten auf den Sieger Reinhold Joest im Porsche 908/4 an die fünfte Stelle der Gesamtwertung.

## Ergebnisse

### Schlussklassement
| 1                  | S 3.0    | 5  | Joest-Racing                                | Reinhold Joest                   | Porsche 908/4 Turbo         | 11 |
| 2                  | GT + 3.0 | 51 | Tebernum-Racing-Team Georg Loos KG          | Toine Hezemans                   | Porsche 934                 | 11 |
| 3                  | 2.0      | 40 | Helmut Bross                                | Helmut Bross                     | Lola T294                   | 11 |
| 4                  | GT + 3.0 | 53 | Jägermeister Max Moritz Team                | Helmut Kelleners                 | Porsche 934                 | 11 |
| 5                  | S 3.0    | 1  | Martini Racing Porsche System               | Rolf Stommelen                   | Porsche 936                 | 11 |
| 6                  | S 2.0    | 49 | Stanislao Sterzel                           | Stanislao Sterzel                | March 75S                   | 11 |
| 7                  | GT + 3.0 | 52 | Tebernum-Racing-Team Georg Loos KG          | Tim Schenken                     | Porsche 934                 | 11 |
| 8                  | GT + 3.0 | 54 | Jägermeister Max Moritz Team                | Reinhardt Stenzel                | Porsche 934                 | 11 |
| 9                  | GT + 3.0 | 56 | Hartwig Bertrams                            | Hartwig Bertrams                 | Porsche 934                 | 11 |
| 10                 | S 5.0    | 11 | Vergölst Racing-Team                        | Peter Hoffmann                   | McLaren M8F                 | 11 |
| 11                 | GT + 3.0 | 55 | Valvoline Deutschland                       | Eberhard Sindel                  | Porsche 934                 | 10 |
| 12                 | S 2.0    | 44 | Norbert Dombrowski                          | Norbert Dombrowski               | Rex SP1                     | 10 |
| 13                 | S 3.0    | 10 | Sports Car Team of Austria                  | Kurt Hild                        | KMW SP30                    | 10 |
| 14                 | S 2.0    | 37 | Chandler Ibec International Racing with DRA | Richard Down Ian Harrower        | Lola T294S                  | 10 |
| Nicht klassiert    |          |    |                                             |                                  |                             |    |
| 15                 | S 2.0    | 39 | Iain McLaren                                | Iain McLaren                     | Chevron B26                 | 6  |
| Ausgefallen        |          |    |                                             |                                  |                             |    |
| 16                 | S 3.0    | 4  | The Ultramar March                          | Guy Edwards                      | March 76S                   | 8  |
| 17                 | S 2.0    | 38 | Chandler Ibec International Racing with DRA | Tony Birchenhough Ian Bracey     | Lola T294S                  | 8  |
| 18                 | S 2.0    | 36 | Mogil Motors Ltd.                           | Tony Charnell                    | Chevron B31                 | 7  |
| 19                 | S 2.0    | 47 | Ralf Walter                                 | Ralf Walter                      | TOJ SC03                    | 5  |
| 20                 | S 3.0    | 9  | Sports Car Team of Austria                  | Günther Egermann                 | KMW SP30                    | 1  |
| 21                 | S 3.0    | 2  | Renault Sport                               | Patrick Depailler                | Alpine-Renault A442         | 1  |
| 22                 | S 3.0    | 2  | Renault Sport                               | Jean-Pierre Jabouille            | Alpine-Renault A442         | 1  |
| Nicht gestartet    |          |    |                                             |                                  |                             |    |
| 23                 | S 3.0    | 7  | John Blanckley                              | Manrico Zanuso Martin Raymond    | Chevron B31                 | 1  |
| 24                 | S 3.0    | 8  | Scuderia Brescia Corse                      | Marsilio Pasotti Marco Capoferri | Lola T380                   | 2  |
| 25                 | S 2.0    | 34 | Robin Smith                                 | Robin Smith                      | Chevron B26                 | 3  |
| Nicht qualifiziert |          |    |                                             |                                  |                             |    |
| 26                 | S 3.0    | 12 | URD-Rennwagen und VW-Maier                  | Hubert Schmidt                   | URD 676                     | 4  |
| 27                 | S 3.0    | 13 | Brüder Deutsch RMT Wien                     | Lothar Schörg                    | Deutsch Porsche 908 Special | 5  |

1 Motorschaden im Training
2 Zündaussetzer im Training
3 Unfall im Training
4 nicht qualifiziert
5 nicht qualifiziert

### Nur in der Meldeliste
Hier finden sich Teams, Fahrer und Fahrzeuge, die ursprünglich für das Rennen gemeldet waren, aber aus den unterschiedlichsten Gründen daran nicht teilnahmen.
| Pos. | Klasse   | Nr. | Team                      | Fahrer                           | Chassis              |
| ---- | -------- | --- | ------------------------- | -------------------------------- | -------------------- |
| 28   | S 3.0    | 6   | Joest-Racing              | Jürgen Barth Horst Godel         | Porsche 908/3        |
| 29   | S 3.0    | 14  | Boeri-Sports-Helmets-Rss. | Kurt Hild                        | TOJ SC301            |
| 30   | S 3.0    | 15  | Team Warsteiner RTS       | Heinz Schulthess                 | Lola T284            |
| 31   | S 3.0    | 16  | Team Warsteiner RTS       | François Migault                 | TOJ SC301            |
| 32   | S 3.0    | 17  | Auto Delta                |                                  | Alfa Romeo T33/SC/12 |
| 33   | S 2.0    | 31  | PP Sauber Racing Schweiz  | Herbert Müller                   | Sauber C5            |
| 34   | S 2.0    | 32  | The Ultramar March        | John Lepp Guy Edwards            | March 75S            |
| 35   | S 2.0    | 33  | Team Warsteiner-Eurorace  | Jörg Obermoser                   | TOJ SC03             |
| 36   | S 2.0    | 35  | Lester Ray                | Richard Jenvey                   | Vogue SP2            |
| 37   | S 2.0    | 39  | Peter Smith               | Peter Smith John Turner          | Chevron B31          |
| 38   | S 2.0    | 41  | PP Sauber Racing Schweiz  | Rodolfo Cescato                  | Sauber C5            |
| 39   | S 2.0    | 42  | Societe Roc               | François Sérvanin                | Chevron B36          |
| 40   | S 2.0    | 43  | Ermanno Pettiti           | Ermanno Pettiti                  | Osella PA4           |
| 41   | S 2.0    | 45  | Siegfried Rieger          | Siegfried Rieger                 | Chevron              |
| 42   | S 2.0    | 46  | Michael Bischoff          | Michael Bischoff                 | Abarth-Osella PA2    |
| 43   | S 2.0    | 48  | Giancarlo Naddeo          | Giancarlo Naddeo                 | Alpine A441          |
| 44   | GT + 3.0 | 57  | Scuderia Brescia Corse    | Marsilio Pasotti Marco Capoferri | Porsche 934          |

### Klassensieger
| Klasse   | Fahrer         | Fahrzeug      | Platzierung im Gesamtklassement |
| -------- | -------------- | ------------- | ------------------------------- |
| S 5.0    | Peter Hoffmann | McLaren M8F   | Rang 10                         |
| S 3.0    | Reinhold Joest | Porsche 908/4 | Gesamtsieg                      |
| S 2.0    | Helmut Bross   | Lola T294     | Rang 3                          |
| GT + 3.0 | Toine Hezemans | Porsche 934   | Rang 2                          |

### Renndaten
- Gemeldet: 44
- Gestartet: 22
- Gewertet: 14
- Rennklassen: 4
- Zuschauer: unbekannt
- Wetter am Renntag: Regen
- Streckenlänge: 22,835 km
- Fahrzeit des Siegerteams: 1:44:15,800 Stunden
- Gesamtrunden des Siegerteams: 11
- Gesamtdistanz des Siegerteams: 251,185 km
- Siegerschnitt: 144,548 km/h
- Pole Position: Patrick Depailler – Alpine-Renault A442 (#2) – 7:16,900 = 188,507 km/h
- Schnellste Rennrunde: Rolf Stommelen – Porsche 936 (#1) – 9:11,600 = 149,032 km/h
- Rennserie: 3. Lauf zur Sportwagen-Weltmeisterschaft 1976